# Hans Tischler
Hans Tischler (* 1. Januar 1915 in Wien; † 18. November 2010 in Bloomington) war ein US-amerikanischer Musikwissenschaftler und Komponist österreichischer Herkunft.

## Leben und Werk
Hans Tischler wuchs als Sohn eines Geschäftsmanns und Kommerzialrats in einer jüdischen Familie auf. Er studierte an der Wiener Musikakademie Klavier und Komposition. 1937 promovierte er an der Universität Wien mit einer Dissertation über Die Harmonik in den Werken Gustav Mahlers und 1942 an der Yale University in New Haven (Connecticut) über The Motet in 13th-Century France. Als Musikwissenschaftler erlangte er weltweite Anerkennung für seine Forschungen und Veröffentlichungen im Bereich der mittelalterlichen französischen Musik, insbesondere für die Erforschung der sogenannten Notre-Dame-Schule von Paris.
Hans Tischler emigrierte 1938 als NS-Verfolgter über England in die Vereinigten Staaten. 1945 wurde er Vorstand des Music Departement und Professor für Klavier, Theorie und Musikgeschichte am Wesleyan College in Buckhannon, West Virginia. Ab 1947 war er Associate Professor an der Roosevelt University in Chicago. Von 1965 bis zu seiner Emeritierung 1985 wirkte er als Professor an der Indiana University in Bloomington.

## Musikwissenschaftliche Werke von Hans Tischler
Hans Tischler verfasste zahlreiche Aufsätze über mittelalterliche Musik und über musikwissenschaftliche Themen aus dem 19. und 20. Jahrhundert. Er übersetzte Willi Apels Geschichte der Orgel- und Klaviermusik ins Englische (Bloomington, Indiana. 1972). Konkret schrieb er:
- The Perceptive Music Listener (Englewood Cliffs, New Jersey und London 1955).
- Practical Harmony (Boston 1964).
- A Structural Analysis of Mozart’s Piano Concertos (Musicological Studies X, Brooklyn, New York 1966).